# Жаврид, Эдвард Антонович
Жаврид, Эдвард Антонович (8 октября 1939, деревня Добучин, Пружанский район, Брестская область, Белорусская ССР, СССР — 21 декабря 2021, Белоруссия) — советский и белорусский онколог. Доктор медицинских наук, профессор. Лауреат Государственной премии БССР.

## Биография
Родился 8 октября 1939 в деревне Добучин Пружанского района. В 1962 году окончил лечебный факультет Минского государственного медицинского института. Клиническую ординатуру проходил на кафедре онкологии БелГИУВ. С 1966 года по настоящее время работал в Научно-исследовательском институте онкологии и медицинской радиологии им. Н. Н. Александрова (с 2007 г. РНПЦ ОМР им. Н.Н Александрова). В 1972 году защитил кандидатскую диссертацию «Инфузия противоопухолевых веществ в чревную артерию». В 1987 году защитил докторскую диссертацию «Лечение злокачественных опухолей с применением искусственной управляемой гипертермии и гипергликемии». За разработку и внедрение в практику методов лечения злокачественных опухолей с использованием гипертермии и гипергликемии в 1988 году удостоен почетного звания лауреата Государственной премии БССР в области науки. Под руководством Э. А. Жаврида подготовлено 6 докторов наук, 19 кандидатов наук.
Умер 21 декабря 2021 года, похоронен на Восточном кладбище Минска.
Отец: Антон Федорович Жаврид, также был доктором по изучению онкологии и химиотерапии.

## Научные труды
Автор более 900 научных работ, 4 монографий, 34 изобретений, 56 рационализаторских предложений.